# Zero-rating

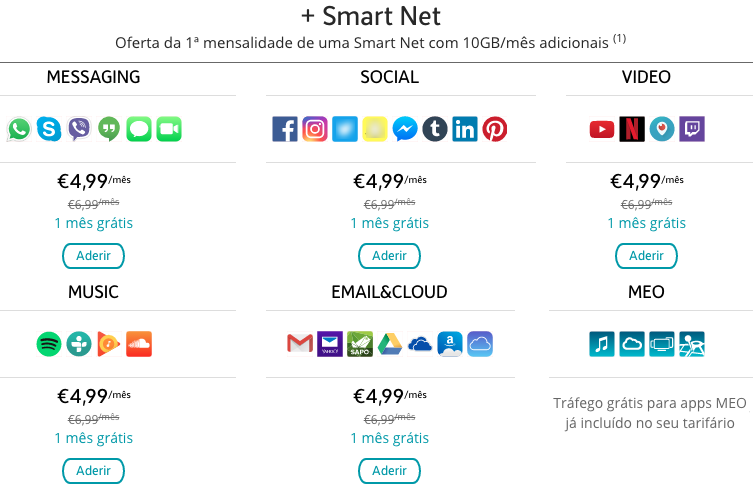
L'operatore mobile Portoghese MEO fornisce accesso con zero-tariffazione ai propri servizi "MEO cloud", ma limita il traffico dati che i clienti possono usare per accedere a servizi di competitori, nell'offerta di pacchetti dati mensili.

Zero-rating (zero-tariffazione) è la pratica di fornire l'accesso a Internet senza costi sotto certe condizioni, ad esempio permettendo l'accesso soltanto a certi siti web o sovvenzionando il servizio tramite pubblicità.
Alcuni commentatori parlando di zero-rating lo presentano come un sotto-argomento della neutralità della rete. Mentre molte fonti riportano che l'uso dello zero-rating è contrario al principio della neutralità della rete, ci sono opinioni tra i fautori della neutralità della rete circa la misura in cui le persone possano trarre vantaggio da programmi di zero-rating senza per questo rinunciare alle protezioni della neutralità della rete. Normalmente supportano lo zero-rating le aziende che vendono servizi dati o pubblicità, che sostengono che lo zero-rating permette ai consumatori più scelte che consentono di accedere a più dati, quindi lo zero-rating porta a più persone che accedono ai servizi online. I tipici oppositori dello zero-rating sono i gruppi a difesa dei consumatori ed i sostenitori della neutralità della rete. Essi argomentano che lo zero-rating sfrutta i poveri, crea possibilità di censura o restrizioni alla libertà di accesso alle informazioni e che disturba il libero mercato che è protetto dalla neutralità della rete.